# 視力模糊
视力模糊（英語：Blurred vision）是一种眼部的症状，是指眼睛尚有一定程度的视力但無法清楚辨认物体，看不清楚远物和近物，或者看見的物品有重叠的情形。造成視力模糊的原因有近视、远视、散光、乾眼症、结膜炎、白内障、青光眼等眼部疾病。